# Medaille für treue Dienste in der Seeverkehrswirtschaft

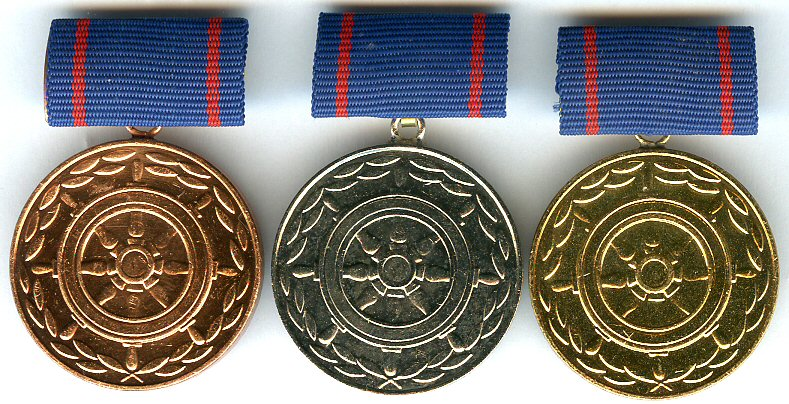

Die Medaille für treue Dienste in der Seeverkehrswirtschaft  war eine staatliche Auszeichnung  der Deutschen Demokratischen Republik (DDR), welche in Form einer tragbaren Medaille verliehen wurde.

## Geschichte
Die Medaille wurde am 1. Juli 1965 gestiftet. Mit ihr konnten Mitarbeiter, ab 1968 auch Angehörige der Hochseefischerei, der Seeverkehrswirtschaft für langjährige treue ununterbrochene Dienste geehrt werden, und für Binnenwasserstraßen ab 1981.

## Stufen
- I. Stufe in Gold: für 40-jährige Dienstzeit,
- II. Stufe in Silber für 25-jährige Dienstzeit und die
- III. Stufe in Bronze für 15-jährige Dienstzeit.

ab 1981
- für 40-jährige Dienstzeit Ehrenspange zur Goldenen Medaille (Männer);
- für 35-jährige Dienstzeit Ehrenspange zur Goldenen Medaille (Frauen);
- für 30-jährige Dienstzeit in Gold;
- für 20-jährige Dienstzeit in Silber; und,
- für 10-jährige Dienstzeit in Bronze.

## Aussehen
Die Medaille mit einem Durchmesser von 31,5 mm ist aufgrund ihrer verliehenen Stufe entweder vergoldet, versilbert und aus Bronze. Auf ihrem Avers zeigt innerhalb eines Lorbeerkranzes ein erhaben geprägtes Steuerrad und auf dem Avers in der oberen Hälfte der Medaille das Staatswappen der DDR, darunter die Inschrift: FÜR TREUE / DIENSTE. Getragen wurde die Medaille als Bandorden auf der linken Brustseite an einem 24 × 13 mm großen blauen Ordensband mit je 1,5 mm breiten Mittelstreifen, wobei für die I. Stufe drei Mittelstreifen stehen.